# Siete reyes deben morir
Siete reyes deben morir (en inglés: The Last Kingdom: Seven Kings Must Die) es una película dramática histórica británica dirigida por Edward Bazalgette, escrita por Martha Hillier y basada en The Saxon Stories de Bernard Cornwell. Es una secuela de la serie de televisión The Last Kingdom. Alexander Dreymon repite su papel como Uhtred de Bebbanburg.
Fue estrenada por Netflix el 14 de abril de 2023. También es la conclusión de la serie y la historia.

## Reparto
- Alexander Dreymon como Uhtred de Bebbanburg
- Harry Gilby como Rey Athelstan
- Mark Rowley como Finan
- Arnas Fedaravicius como Sihtric
- Cavan Clerkin como Father Pyrlig
- James Northcote como Aldhelm
- Laurie Davidson como Ingilmundr
- Elaine Cassidy como Lady Edgiva
- Ross Anderson como Príncipe Donald
- Ilona Chevakova como Ingrith
- Jacob Dudman como Osbert
- Rod Hallett como Constanto, Rey de Alba
- Ewan Horrocks as Principe Ethelweard
- Steffan Rhodri como Hywel, Rey de Deheubarth

## Producción
El productor Nigel Marchant reveló que las conversaciones sobre una película continuaron luego del lanzamiento de la cuarta temporada de The Last Kingdom en abril de 2020. En octubre de 2021, antes del lanzamiento de la quinta temporada de The Last Kingdom en Netflix a principios de 2022, Dreymon, quien actuó como productor ejecutivo y protagonizó como Uhtred en el programa. Se le dio el título provisional Seven Kings Must Die y seguiría los eventos de la serie que tuvieron lugar durante un período de alrededor de 45 años de historia desde 866 en adelante, centrándose en el Reino de Wessex y las incursiones vikingas en curso en Inglaterra.
El guion de Seven Kings Must Die fue escrito por Martha Hillier con la dirección de Ed Bazalgette y la producción de Marchant, Gareth Neame y Mat Chaplin. Junto a Dreymon, Hillier también se desempeñó como productor ejecutivo. Fue producida por Carnival Films y distribuido mundialmente por NBCUniversal International Distribution. La fotografía principal comenzó en Budapest en enero de 2022 y finalizó a fines de marzo de 2022.
Los personajes que faltaban en la película que estaban en la serie incluían a Lady Aelswith (Eliza Butterworth), King Edward (Timothy Innes) y Lady Aelfwynn (Phia Saban), y los hijos de Uhtred, Stiorra (Ruby Hartley) y Young Uhtred (Finn Elliot), esto se debe a que del tiempo de ejecución condensado del cambio de formato. La guionista Martha Hillier dijo que era "desgarrador... porque los amo absolutamente a todos... no pudimos atender a todos los personajes... es una historia mucho más de un solo protagonista".

## Estreno
La película fue estrenada el 14 de abril de 2023 por Netflix.